# Khargerd
Khargerd (en persan : خرگرد) est un village historique du comté Khvaf dans la province de Khorasan-e Razavi en Iran.
Khargerd est le lieu de naissance des célèbres poètes iraniens Hatefi et Djami. Lors du recensement national de 2006, sa population était de 1 407 personnes réparties dans 325 ménages. Le recensement suivant, en 2011, a dénombré 1 463 personnes dans 361 ménages. Le dernier recensement en 2016 a montré une population de 1 464 personnes dans 386 ménages. 